# NGC 383
NGC 383 је елиптична галаксија у сазвежђу Рибе која се налази на NGC листи објеката дубоког неба.
Деклинација објекта је + 32° 24' 44" а ректасцензија 1h 7m 24,9s. Привидна величина (магнитуда) објекта NGC 383 износи 12,2 а фотографска магнитуда 13,2. Налази се на удаљености од 64,025 милиона парсека од Сунца. NGC 383 је још познат и под ознакама UGC 689, MCG 5-3-53, CGCG 501-87, ARP 331, VV 193, 3C 31, 4ZW 38, KCPG 23B, Z 0104.7+3209, PGC 3982.